# Moore bei Buxtehude
Moore bei Buxtehude este o arie protejată (arie de protecție specială avifaunistică — SPA) din Germania întinsă pe o suprafață de 1.289 ha, integral pe uscat.

## Localizare
Centrul sitului Moore bei Buxtehude este situat la coordonatele 53°28′39″N 9°45′42″E / 53.4775°N 9.7617°E.

## Înființare
Situl Moore bei Buxtehude a fost declarat arie de protecție specială avifaunistică în aprilie 2002 pentru a proteja 10 specii de animale.

## Biodiversitate
Situată în ecoregiunea atlantică, aria protejată nu include niciun habitat protejat.
La baza desemnării sitului se află mai multe specii protejate de  păsări (10): prepeliță (Coturnix coturnix), cristeiul de câmp (Crex crex), becațină comună (Gallinago gallinago), sfrâncioc roșiatic (Lanius collurio), Limosa limosa limosa, codobatura galbenă (Motacilla flava), Numenius arquata arquata, pietrar sur (Oenanthe oenanthe), mărăcinar (Saxicola rubetra), mărăcinar negru (Saxicola torquatus).